# Dyssodia decipiens
Dyssodia decipiens es una planta de la familia de las asteráceas, nativa de Norteamérica.

## Descripción
Es una hierba anual aromática de hasta 60 cm de alto, con tallos ramificados erectos, glabros a estrigosos. Las hojas pinnatífidas, glabras a esparcidamente pubescentes, miden unos 5 cm de largo, con lóbulos de hasta 2 cm de largo y 2 a 6 mm de ancho, con el margen dentado-mucronado. La inflorescencia es un corimbo compuesto de unas 5 a 9 cabezuelas, sobre un pedúnculo de hasta 10 cm de largo, ensanchado en la porción terminal. Calículo con 6 a 9 brácteas linear-lanceoladas, de 3 a 9 mm de largo. El involucro turbinado a campanulado mide hasta 1 cm de alto; receptáculo convexo. Las flores liguladas, amarillas o anaranjadas son 1 o 2 por cabezuela y se orientan hacia el exterior de la inflorescencia, de modo que aparenta ser una sola flor con pétalos alrededor. Las flores del disco son 15 a 30, amarillas. El fruto es una cipsela obpiramidal, pubescente, de unos 3 mm de largo, con un vilano de 20 a 30 escamas profundamente divididas que parecen cerdas capilares.

## Distribución y hábitat
Es una especie que se distribuye por el sur de México (Oaxaca y Chiapas) y Guatemala. Es ocasional más al norte, como en Puebla o en Hidalgo. Habita en zonas de bosque de pino-encino, en especial los más secos y cálidos, frecuentemente en espacios abiertos, al borde de caminos, en pastizal secundario o como maleza en campos cultivados.

## Taxonomía
Dyssodia decipiens fue descrita en 1962 por Marshall Conring Johnston, sobre un basónimo de Friedrich Gottlieb Bartling, en Rhodora 64: 13.

### Etimología
Dyssodia: nombre genérico griego (δυσωδία/dysodia) que significa "hedor, fetidez".
decipiens: epíteto específico latino que significa "engañoso".

### Sinonimia
- Dyssodia sanguinea (Klatt) Strother
- Syncephalantha decipiens Bartl. [basónimo]
- Syncephalantha macrophyllus Klatt
- Syncephalantha sanguineus Klatt[4]

## Usos
En los Valles Centrales de Oaxaca, Dyssodia decipiens se conoce con el nombre común de San Nicolás o San Francisco. Se considera una de las "flores de muerto", a la par de otras especies como Tagetes erecta (cempasúchil), Tagetes patula (clemolito) y Tagetes lunulata (cinco llagas). Se emplea en altares de Día de Muertos y para adornar tumbas y entradas de casas.